# 粗拟隆头鱼
粗拟隆头鱼（学名：Pseudolabrus japonicus），又名日本擬隆頭魚，为隆头鱼科拟隆头鱼属的鱼类，俗名日本拟隆头鱼。分布于中国至日本，包括南海、台湾海峡等海域。该物种的模式产地在日本。

## 特徵
本魚體側扁，體呈淺棕或紅棕色，近背部具數條暗色縱紋，各鱗片均帶暗色緣，尾鰭截形，體長可達25公分。

## 生態
本魚喜棲息於海藻茂盛的岩礁區，屬肉食性，以小型底棲無脊椎動物為食。

## 經濟利用
可食用或做為觀賞魚。